# Inspektorat Lwów Miasto
Inspektorat Lwów Miasto – terenowa struktura Okręgu Lwów Armii Krajowej.

## Struktura Inspektoratu
Struktura organizacyjna podana za Atlas polskiego podziemia niepodległościowego:
Inspektorat obejmował dzielnice Lwowa. Podzielony został na obwody (dzielnice).
- Dzielnica Śródmieście
- Dzielnica Północna
- Dzielnica Wschodnia
- Dzielnica Południowa
- Dzielnica Zachodnia

## Żołnierze inspektoratu
Dowódcy (komendanci miasta)
- mjr Adolf Galinowski[a] (listopad 1941 – 9 lipca 1943)
- ppłk Tadeusz Juliusz Tabaczyński, aresztowany jako Bronisław Rulka (9 lipca 1943 – 10 sierpnia 1943)
- p.o. komendanta kpt. Marian Jędrzejewski (sierpień 1943 – marzec 1944)

Oficerowie inspektoratu
- mjr Wiktor Zarembiński „Zrąb”, „Kmita” (cichociemny, formalnie zastępca komendanta), 17 kwietnia 1943 aresztowany przez Niemców popełnił samobójstwo w więzieniu przy ul. Łąckiego we Lwowie[2] – zastępca komendanta.